# Liaison intercantonale d'évitement nord
Pour les articles homonymes, voir Lien.
La liaison intercantonale d’évitement nord (acronyme : LIEN) est une route départementale française dans le département de l'Hérault. Elle porte la dénomination D68 (route départementale 68).
L’objectif à terme est de permettre le contournement au nord de Montpellier depuis l'autoroute A9 et la route de Nîmes à Baillargues à l’est, jusqu’à l'A750 et la route de Lodève au hameau de Bel-Air à l’ouest. Construite sous la forme d'une route avec peu d’entrées, elle croise plusieurs routes départementales digitales reliant Montpellier aux cantons du nord de l’arrondissement.
Les tronçons sont mis en service progressivement depuis la décision du Conseil général en 1988. Le premier tronçon est mis en service en 1990 et le second en 2008. Le troisième tronçon n'a pas encore été mis en service.
Les travaux les plus problématiques ont été ceux du tronçon entre la D17 et la D986 qui contourne par le nord la source du Lez qui permet l'approvisionnement en eau potable de Montpellier.
Le troisième tronçon entre la D986 à Saint-Gély-du-Fesc et l'A750 a également été problématique du fait de sa proximité avec des habitations humaines. À la suite de l'annulation en 2013 de la DUP, un nouveau projet a été déposé par le Département de l'Hérault qui proposait différents tracés.

## Tronçons
Parcours du Lien d'est en ouest :

### De l'autoroute A9 à la route départementale 610 (ex-N110)
Cette section en projet doit aller : 
- de Baillargues à la hauteur de la sortie n°28 de l'autoroute A9 et de la route nationale 113, en direction vers l'est de Nîmes et de la vallée du Rhône,
- à la route nationale 110 (D610 depuis 2005) entre Vendargues et Castries, en direction vers le nord-est de Sommières (Gard).

Ce tronçon serait réalisé si le doublement de l'autoroute A9 est créé.

### De la route départementale 610 (ex-N110) à route départementale 109
Cette section est ouverte entre la l'ancienne N110 (D610 depuis 2005) et la D21 depuis le 24 juin 1997, et jusqu'à la D109 en 2002.
Le point de départ se situe à la sortie nord-ouest du rond-point où se croisent la D68, l'ancienne N110 (D610 depuis 2005) et la D65 venant du sud et se dirigeant ensuite vers l'ouest.
La première section inaugurée comprend deux sorties permettant l'accès aux communes du nord-est de l'Hérault :
- sur la route départementale 21 au nord de Teyran,
- et sur la route départementale 109 au nord d'Assas.

### De la route départementale 109 à la route départementale 986
Cette section est ouverte en décembre 2008.
À partir de la D109, elle rejoint :
- une sortie sur la route départementale 17 desservant Saint-Mathieu-de-Tréviers au nord, Quissac et Saint-Hippolyte-du-Fort (Gard) au-delà,
- et un carrefour avec la départementale 986 au nord-est de Saint-Gély-du-Fesc, qui se dirige au nord vers Les Matelles et la route de Ganges.

### De la route départementale 986 à la route nationale 109
Le tronçon commun avec la déviation D986 de Saint-Gély-du-Fesc, une des principales voies d’accès au nord vers Montpellier, est déjà ouvert. Il permet l'accès à Saint-Gély par trois directions au centre et au nord de Saint-Clément-de-Rivière, notamment au lycée Jean-Jaurès.
Au sud de cette déviation, partira un tronçon vers l'ouest, dont l'enquête publique est prévue au second semestre 2007. Le projet prévoit deux sorties :
- sur les routes départementales 102 et 127 au nord-ouest de Grabels, en direction des communes forestières du nord-ouest de Montpellier,
- et une connexion sur la N109 et l'autoroute A750 à Bel-Air, à l’ouest de Grabels : accès à Montarnaud et à Gignac, Clermont-l'Hérault et Lodève.

## Tracé simplifié
Sorties ouvertes en 2009 :
- Carrefour N 110 vers Montpellier-est, Alès, Castries
- D 21 vers Teyran
- D 109 vers Assas
- D 17 vers Saint-Mathieu-de-Tréviers, Prades-le-Lez
- Carrefour D 986 vers Ganges, Saint-Martin-de-Londres, Les Matelles
- D 112 vers Saint-Clément-de-Rivière
- D 986 vers Montpellier-nord, Saint-Gély-du-Fesc

Sorties prévues avec l'ouverture du dernier tronçon :
- D 102 D 127 vers Grabels
- N 109 vers Montpellier-ouest, Millau

### Autres sources
- Midi libre, 21 mars 2006.
- Carte du projet, site du Conseil général de l'Hérault ; page consultée le 25 août 2009.